# Tour cycliste féminin international de l'Ardèche 2020
La 18e édition du Tour cycliste féminin international de l'Ardèche a lieu du 3 au 9 septembre 2020. La course fait partie du calendrier UCI féminin en catégorie 2.1.
Lors de la première étape, Margarita Victoria García attaque dans la montée finale et s'impose seule. Le lendemain, elle est de nouveau à l'attaque avec Anna Kiesenhofer et Lauren Stephens. Elle gagne et prend plus de quatre minutes d'avance sur les autres concurrentes. Audrey Cordon-Ragot est la plus véloce sur la troisième étape. Le lendemain, Kristen Faulkner fait partie du groupe d'échappée avant de s'imposer seule. Sur la cinquième étape, Lauren Stephens prend l'échappée. Elle finit seule avec Leigh Ann Ganzar qui prend l'étape, tandis que Lauren Stephens s'adjuge le maillot rose. Le lendemain, Pauline Allin devance ses compagnons d'échappées dans la côte finale. Chloe Hosking remporte la dernière étape au sprint. Au classement final, Lauren Stephens gagne l'épreuve ainsi que le classement par points et du combiné. Margarita Victoria García est deuxième et Anna Kiesenhofer troisième. Yara Kastelijn ravit le maillot de meilleure grimpeuse à Margarita Victoria García sur la dernière étape. Camilla Alessio est la meilleure jeune et Alé BTC Ljubljana la meilleure équipe.

## Parcours
Le parcours est, comme à son habitude, très montagneux. La seconde étape comporte ainsi 3 410 m de dénivelé positif et la quatrième a son arrivée au mont Lozère.

## Équipes
| UCI Women's WorldTeams (5)- Alé BTC Ljubljana - Canyon-SRAM Racing - FDJ-Nouvelle Aquitaine-Futuroscope - Movistar Team - Trek-Segafredo Équipes féminines continentales (12)- Andy Schleck Cycles-Immo Losch - Arkéa Pro Cycling Team - Aromitalia Vaiano - BePink - Charente-Maritime Women Cycling - Cogeas Mettler Look - Doltcini-Van Eyck Sport - Eneicat-RBH - Lviv Cycling Team - Massi Tactic - Rally - Tibco-Silicon Valley Bank Équipes nationales (4)- Allemagne - Autriche - Slovaquie - Ukraine Équipe féminines amateur (4)- Crédit mutuel - Équipe mixte 1 - Mat Atom Deweloper - Restore Équipe régionale et de club- Centre mondial du cyclisme |
| |

## Étapes
| Étape     | Date    | Villes étapes                               | type              | Distance (km) | Dénivelé (m) | Vainqueur d'étape   | Leader du classement général |
| --------- | ------- | ------------------------------------------- | ----------------- | ------------- | ------------ | ------------------- | ---------------------------- |
| 1re étape | 3 sept. | Saint-Martin-d'Ardèche – Bourg-Saint-Andéol | étape vallonnée   | 90,3          | 1 094 m      | Mavi García         | Mavi García                  |
| 2e étape  | 4 sept. | Saint-Georges-les-Bains – Font d'Urle       | étape de montagne | 135,6         | 3 410 m      | Mavi García         | Mavi García                  |
| 3e étape  | 5 sept. | Avignon – Avignon                           | étape vallonnée   | 113,5         | 759 m        | Audrey Cordon-Ragot | Mavi García                  |
| 4e étape  | 6 sept. | Meyrueis – mont Lozère                      | étape de montagne | 133           | 2 599 m      | Kristen Faulkner    | Mavi García                  |
| 5e étape  | 7 sept. | pont du Gard – Ruoms                        | étape vallonnée   | 134,5         | 1 638 m      | Leigh Ann Ganzar    | Lauren Stephens              |
| 6e étape  | 8 sept. | Valréas – Rochemaure                        | étape vallonnée   | 137,9         | 1 696 m      | Pauline Allin       | Lauren Stephens              |
| 7e étape  | 9 sept. | Savasse – Beauchastel                       | étape vallonnée   | 98,6          | 891 m        | Chloe Hosking       | Lauren Stephens              |

## Déroulement de la course

### 1reétape
Les premières attaques sont l'œuvre de Maëlle Grossetête. Tanja Erath remporte le rush. Dans la montée vers le sommet de Laoul, Mavi Garcia attaque. Elle prend rapidement trente secondes d'avance sur un groupe de quatorze poursuivantes. Elle remporte l'étape, Audrey Cordon-Ragot est deuxième.
| \| Classement de l'étape \| Classement de l'étape \| Classement de l'étape \| Classement de l'étape \| Classement de l'étape \| \| Coureuse \| Coureuse \| Pays \| Équipe \| Temps \| \| --------------------- \| --------------------- \| --------------------- \| ---------------------------------- \| --------------------- \| \| 1re \| Mavi García \| Espagne \| Alé BTC Ljubljana \| 2 h 27 min 44 s \| \| 2e \| Audrey Cordon-Ragot \| France \| Trek-Segafredo \| + 5 s \| \| 3e \| Alicia González \| Espagne \| Movistar Team \| + 5 s \| \| 4e \| Lauren Stephens \| États-Unis \| Tibco-Silicon Valley Bank \| + 5 s \| \| 5e \| Victorie Guilman \| France \| FDJ-Nouvelle Aquitaine-Futuroscope \| + 5 s \| \| 6e \| Yara Kastelijn \| Pays-Bas \| Équipe mixte 1 \| + 5 s \| \| 7e \| Sara Poidevin \| Canada \| Rally Cycling \| + 5 s \| \| 8e \| Inge van der Heijden \| Pays-Bas \| Centre mondial du cyclisme \| + 5 s \| \| 9e \| Paula Patiño \| Colombie \| Movistar Team \| + 5 s \| \| 10e \| Urša Pintar \| Slovénie \| Alé BTC Ljubljana \| + 5 s \| |                      |            |                                    |                 |
| |                      |            |                                    |                 |
| Source : Cycling Quotient |                      |            |                                    |                 |
| Classement de l'étape |                      |            |                                    |                 |
| Coureuse | Coureuse             | Pays       | Équipe                             | Temps           |
| 1re | Mavi García          | Espagne    | Alé BTC Ljubljana                  | 2 h 27 min 44 s |
| 2e | Audrey Cordon-Ragot  | France     | Trek-Segafredo                     | + 5 s           |
| 3e | Alicia González      | Espagne    | Movistar Team                      | + 5 s           |
| 4e | Lauren Stephens      | États-Unis | Tibco-Silicon Valley Bank          | + 5 s           |
| 5e | Victorie Guilman     | France     | FDJ-Nouvelle Aquitaine-Futuroscope | + 5 s           |
| 6e | Yara Kastelijn       | Pays-Bas   | Équipe mixte 1                     | + 5 s           |
| 7e | Sara Poidevin        | Canada     | Rally Cycling                      | + 5 s           |
| 8e | Inge van der Heijden | Pays-Bas   | Centre mondial du cyclisme         | + 5 s           |
| 9e | Paula Patiño         | Colombie   | Movistar Team                      | + 5 s           |
| 10e | Urša Pintar          | Slovénie   | Alé BTC Ljubljana                  | + 5 s           |

| \| Classement général \| Classement général \| Classement général \| Classement général \| Classement général \| \| Coureuse \| Coureuse \| Pays \| Équipe \| Temps \| \| ------------------ \| -------------------- \| ------------------ \| ---------------------------------- \| ------------------ \| \| 1re \| Mavi García \| Espagne \| Alé BTC Ljubljana \| 2 h 27 min 44 s \| \| 2e \| Audrey Cordon-Ragot \| France \| Trek-Segafredo \| + 5 s \| \| 3e \| Alicia González \| Espagne \| Movistar Team \| + 5 s \| \| 4e \| Lauren Stephens \| États-Unis \| Tibco-Silicon Valley Bank \| + 5 s \| \| 5e \| Victorie Guilman \| France \| FDJ-Nouvelle Aquitaine-Futuroscope \| + 5 s \| \| 6e \| Yara Kastelijn \| Pays-Bas \| Équipe mixte 1 \| + 5 s \| \| 7e \| Sara Poidevin \| Canada \| Rally Cycling \| + 5 s \| \| 8e \| Inge van der Heijden \| Pays-Bas \| Centre mondial du cyclisme \| + 5 s \| \| 9e \| Paula Patiño \| Colombie \| Movistar Team \| + 5 s \| \| 10e \| Urša Pintar \| Slovénie \| Alé BTC Ljubljana \| + 5 s \| |                      |            |                                    |                 |
| |                      |            |                                    |                 |
| Source : Cycling Quotient |                      |            |                                    |                 |
| Classement général |                      |            |                                    |                 |
| Coureuse | Coureuse             | Pays       | Équipe                             | Temps           |
| 1re | Mavi García          | Espagne    | Alé BTC Ljubljana                  | 2 h 27 min 44 s |
| 2e | Audrey Cordon-Ragot  | France     | Trek-Segafredo                     | + 5 s           |
| 3e | Alicia González      | Espagne    | Movistar Team                      | + 5 s           |
| 4e | Lauren Stephens      | États-Unis | Tibco-Silicon Valley Bank          | + 5 s           |
| 5e | Victorie Guilman     | France     | FDJ-Nouvelle Aquitaine-Futuroscope | + 5 s           |
| 6e | Yara Kastelijn       | Pays-Bas   | Équipe mixte 1                     | + 5 s           |
| 7e | Sara Poidevin        | Canada     | Rally Cycling                      | + 5 s           |
| 8e | Inge van der Heijden | Pays-Bas   | Centre mondial du cyclisme         | + 5 s           |
| 9e | Paula Patiño         | Colombie   | Movistar Team                      | + 5 s           |
| 10e | Urša Pintar          | Slovénie   | Alé BTC Ljubljana                  | + 5 s           |

### 2eétape
Au kilomètre dix-huit, une échappée de onze coureuses sort du peloton. Son avance atteint cinquante secondes. Au premier rush, elle atteint une minute quarante. Heidi Franz passe la ligne la première. Dans le col des limouches, Maëlle Grossetête est distancée. Le peloton profite de l'ascension pour revenir à trente secondes du groupe. Lourdes Oyarbide passe le sommet en tête. Dans la seconde difficulté de la journée, le peloton reprend les échappées à six kilomètres du sommet. Eri Yonamine passe à l'offensive et gagne les points du col de la Bataille. Urska Bravec imprime un rythme élevé dans l'ascension qui provoque une sélection. Yonamine se retrouve seule en tête et passe le col de la Machine en tête. Elle cale cependant à dix kilomètres de la ligne et est doublée par Mavi Garcia, Lauren Stephens et Anna Kiesenhofer. L'Espagnole accélère et lâche Lauren Stephens. Au sprint, elle devance l'Autrichienne et renforce ainsi son maillot rose.
| \| Classement de l'étape \| Classement de l'étape \| Classement de l'étape \| Classement de l'étape \| Classement de l'étape \| \| Coureuse \| Coureuse \| Pays \| Équipe \| Temps \| \| --------------------- \| --------------------- \| --------------------- \| ---------------------------------- \| --------------------- \| \| 1re \| Mavi García \| Espagne \| Alé BTC Ljubljana \| 4 h 28 min 54 s \| \| 2e \| Anna Kiesenhofer \| Autriche \| Autriche \| + 0 s \| \| 3e \| Lauren Stephens \| États-Unis \| Tibco-Silicon Valley Bank \| + 37 s \| \| 4e \| Victorie Guilman \| France \| FDJ-Nouvelle Aquitaine-Futuroscope \| + 4 min 05 s \| \| 5e \| Paula Patiño \| Colombie \| Movistar Team \| + 4 min 05 s \| \| 6e \| Sandra Levenez \| France \| Arkéa Pro Cycling Team \| + 4 min 05 s \| \| 7e \| Yara Kastelijn \| Pays-Bas \| Équipe mixte 1 \| + 4 min 05 s \| \| 8e \| Urška Žigart \| Slovénie \| Alé BTC Ljubljana \| + 6 min 01 s \| \| 9e \| Sara Poidevin \| Canada \| Rally Cycling \| + 6 min 48 s \| \| 10e \| Eri Yonamine \| Japon \| Alé BTC Ljubljana \| + 8 min 45 s \| |                  |            |                                    |                 |
| |                  |            |                                    |                 |
| |                  |            |                                    |                 |
| Classement de l'étape |                  |            |                                    |                 |
| Coureuse | Coureuse         | Pays       | Équipe                             | Temps           |
| 1re | Mavi García      | Espagne    | Alé BTC Ljubljana                  | 4 h 28 min 54 s |
| 2e | Anna Kiesenhofer | Autriche   | Autriche                           | + 0 s           |
| 3e | Lauren Stephens  | États-Unis | Tibco-Silicon Valley Bank          | + 37 s          |
| 4e | Victorie Guilman | France     | FDJ-Nouvelle Aquitaine-Futuroscope | + 4 min 05 s    |
| 5e | Paula Patiño     | Colombie   | Movistar Team                      | + 4 min 05 s    |
| 6e | Sandra Levenez   | France     | Arkéa Pro Cycling Team             | + 4 min 05 s    |
| 7e | Yara Kastelijn   | Pays-Bas   | Équipe mixte 1                     | + 4 min 05 s    |
| 8e | Urška Žigart     | Slovénie   | Alé BTC Ljubljana                  | + 6 min 01 s    |
| 9e | Sara Poidevin    | Canada     | Rally Cycling                      | + 6 min 48 s    |
| 10e | Eri Yonamine     | Japon      | Alé BTC Ljubljana                  | + 8 min 45 s    |

| \| Classement général \| Classement général \| Classement général \| Classement général \| Classement général \| \| Coureuse \| Coureuse \| Pays \| Équipe \| Temps \| \| ------------------ \| ------------------- \| ------------------ \| ---------------------------------- \| ------------------ \| \| 1re \| Mavi García \| Espagne \| Alé BTC Ljubljana \| 6 h 56 min 38 s \| \| 2e \| Anna Kiesenhofer \| Autriche \| Autriche \| + 5 s \| \| 3e \| Lauren Stephens \| États-Unis \| Tibco-Silicon Valley Bank \| + 42 s \| \| 4e \| Victorie Guilman \| France \| FDJ-Nouvelle Aquitaine-Futuroscope \| + 4 min 10 s \| \| 5e \| Yara Kastelijn \| Pays-Bas \| Équipe mixte 1 \| + 4 min 10 s \| \| 6e \| Paula Patiño \| Colombie \| Movistar Team \| + 4 min 10 s \| \| 7e \| Sandra Levenez \| France \| Arkéa Pro Cycling Team \| + 4 min 10 s \| \| 8e \| Urška Žigart \| Slovénie \| Alé BTC Ljubljana \| + 6 min 06 s \| \| 9e \| Sara Poidevin \| Canada \| Rally Cycling \| + 6 min 53 s \| \| 10e \| Audrey Cordon-Ragot \| France \| Trek-Segafredo \| + 9 min 36 s \| |                     |            |                                    |                 |
| |                     |            |                                    |                 |
| |                     |            |                                    |                 |
| Classement général |                     |            |                                    |                 |
| Coureuse | Coureuse            | Pays       | Équipe                             | Temps           |
| 1re | Mavi García         | Espagne    | Alé BTC Ljubljana                  | 6 h 56 min 38 s |
| 2e | Anna Kiesenhofer    | Autriche   | Autriche                           | + 5 s           |
| 3e | Lauren Stephens     | États-Unis | Tibco-Silicon Valley Bank          | + 42 s          |
| 4e | Victorie Guilman    | France     | FDJ-Nouvelle Aquitaine-Futuroscope | + 4 min 10 s    |
| 5e | Yara Kastelijn      | Pays-Bas   | Équipe mixte 1                     | + 4 min 10 s    |
| 6e | Paula Patiño        | Colombie   | Movistar Team                      | + 4 min 10 s    |
| 7e | Sandra Levenez      | France     | Arkéa Pro Cycling Team             | + 4 min 10 s    |
| 8e | Urška Žigart        | Slovénie   | Alé BTC Ljubljana                  | + 6 min 06 s    |
| 9e | Sara Poidevin       | Canada     | Rally Cycling                      | + 6 min 53 s    |
| 10e | Audrey Cordon-Ragot | France     | Trek-Segafredo                     | + 9 min 36 s    |

### 3eétape
Au bout de dix kilomètres, Leah Dixon attaque. Son avance atteint la minute dix kilomètres plus loin. Elle est ensuite rejointe par : Marie Le Net, Leigh Ann Ganzar et Silvia Valsecchi, puis Marieke van Witzenburg dans un second temps. L'écart monte à deux minutes vingt. Lors du troisième sprint intermédiaire, van Witzenburg et Dixon sont lâchées. L'échappée est reprise à dix kilomètres de l'arrivée. Audrey Cordon-Ragot, bien emmenée, remporte le sprint devant Barbara Guarischi.
| \| Classement de l'étape \| Classement de l'étape \| Classement de l'étape \| Classement de l'étape \| Classement de l'étape \| \| Coureuse \| Coureuse \| Pays \| Équipe \| Temps \| \| --------------------- \| --------------------- \| --------------------- \| ---------------------------------- \| --------------------- \| \| 1re \| Audrey Cordon-Ragot \| France \| Trek-Segafredo \| 2 h 48 min 32 s \| \| 2e \| Barbara Guarischi \| Italie \| Movistar Team \| + 0 s \| \| 3e \| Chloe Hosking \| Australie \| Rally Cycling \| + 0 s \| \| 4e \| Alice Barnes \| Royaume-Uni \| Canyon-SRAM Racing \| + 0 s \| \| 5e \| Katarzyna Wilkos \| Pologne \| Mat Atom Deweloper \| + 0 s \| \| 6e \| Tiffany Cromwell \| Australie \| Canyon-SRAM Racing \| + 0 s \| \| 7e \| Victorie Guilman \| France \| FDJ-Nouvelle Aquitaine-Futuroscope \| + 0 s \| \| 8e \| Lauren Stephens \| États-Unis \| Tibco-Silicon Valley Bank \| + 0 s \| \| 9e \| Paula Patiño \| Colombie \| Movistar Team \| + 0 s \| \| 10e \| Léna Gérault \| France \| DN Auvergne-Rhône Alpes \| + 0 s \| |                     |             |                                    |                 |
| |                     |             |                                    |                 |
| |                     |             |                                    |                 |
| Classement de l'étape |                     |             |                                    |                 |
| Coureuse | Coureuse            | Pays        | Équipe                             | Temps           |
| 1re | Audrey Cordon-Ragot | France      | Trek-Segafredo                     | 2 h 48 min 32 s |
| 2e | Barbara Guarischi   | Italie      | Movistar Team                      | + 0 s           |
| 3e | Chloe Hosking       | Australie   | Rally Cycling                      | + 0 s           |
| 4e | Alice Barnes        | Royaume-Uni | Canyon-SRAM Racing                 | + 0 s           |
| 5e | Katarzyna Wilkos    | Pologne     | Mat Atom Deweloper                 | + 0 s           |
| 6e | Tiffany Cromwell    | Australie   | Canyon-SRAM Racing                 | + 0 s           |
| 7e | Victorie Guilman    | France      | FDJ-Nouvelle Aquitaine-Futuroscope | + 0 s           |
| 8e | Lauren Stephens     | États-Unis  | Tibco-Silicon Valley Bank          | + 0 s           |
| 9e | Paula Patiño        | Colombie    | Movistar Team                      | + 0 s           |
| 10e | Léna Gérault        | France      | DN Auvergne-Rhône Alpes            | + 0 s           |

| \| Classement général \| Classement général \| Classement général \| Classement général \| Classement général \| \| Coureuse \| Coureuse \| Pays \| Équipe \| Temps \| \| ------------------ \| ------------------- \| ------------------ \| ---------------------------------- \| ------------------ \| \| 1re \| Mavi García \| Espagne \| Alé BTC Ljubljana \| 9 h 45 min 10 s \| \| 2e \| Anna Kiesenhofer \| Autriche \| Autriche \| + 5 s \| \| 3e \| Lauren Stephens \| États-Unis \| Tibco-Silicon Valley Bank \| + 42 s \| \| 4e \| Victorie Guilman \| France \| FDJ-Nouvelle Aquitaine-Futuroscope \| + 4 min 10 s \| \| 5e \| Paula Patiño \| Colombie \| Movistar Team \| + 4 min 10 s \| \| 6e \| Yara Kastelijn \| Pays-Bas \| Équipe mixte 1 \| + 4 min 28 s \| \| 7e \| Sandra Levenez \| France \| Arkéa Pro Cycling Team \| + 4 min 28 s \| \| 8e \| Urška Žigart \| Slovénie \| Alé BTC Ljubljana \| + 6 min 58 s \| \| 9e \| Sara Poidevin \| Canada \| Rally Cycling \| + 7 min 45 s \| \| 10e \| Audrey Cordon-Ragot \| France \| Trek-Segafredo \| + 9 min 36 s \| |                     |            |                                    |                 |
| |                     |            |                                    |                 |
| |                     |            |                                    |                 |
| Classement général |                     |            |                                    |                 |
| Coureuse | Coureuse            | Pays       | Équipe                             | Temps           |
| 1re | Mavi García         | Espagne    | Alé BTC Ljubljana                  | 9 h 45 min 10 s |
| 2e | Anna Kiesenhofer    | Autriche   | Autriche                           | + 5 s           |
| 3e | Lauren Stephens     | États-Unis | Tibco-Silicon Valley Bank          | + 42 s          |
| 4e | Victorie Guilman    | France     | FDJ-Nouvelle Aquitaine-Futuroscope | + 4 min 10 s    |
| 5e | Paula Patiño        | Colombie   | Movistar Team                      | + 4 min 10 s    |
| 6e | Yara Kastelijn      | Pays-Bas   | Équipe mixte 1                     | + 4 min 28 s    |
| 7e | Sandra Levenez      | France     | Arkéa Pro Cycling Team             | + 4 min 28 s    |
| 8e | Urška Žigart        | Slovénie   | Alé BTC Ljubljana                  | + 6 min 58 s    |
| 9e | Sara Poidevin       | Canada     | Rally Cycling                      | + 7 min 45 s    |
| 10e | Audrey Cordon-Ragot | France     | Trek-Segafredo                     | + 9 min 36 s    |

### 4eétape
Audrey Cordon-Ragot tente de s'échapper mais n'obtient pas de bon de sortie du peloton. Un groupe de sept coureuses, dont Sara Poidevin, sort et a une avance culminant à trois minutes cinquante sur le peloton. Un groupe de cinq coureuses est également intercalé. L'écart s'accroît encore dans la montée vers la croix Berthel. Dans le col de Tribes, Lourdes Oyarbide est distancée. À un kilomètre du sommet, Kristen Faulkner attaque. Sara Poidevin et Sarah Gillon tentent de la suivre. Elles sont rejointes par le peloton à deux kilomètres de l'arrivée. L'Américaine s'impose seule. Lauren Stephens prend la deuxième place.
| \| Classement de l'étape \| Classement de l'étape \| Classement de l'étape \| Classement de l'étape \| Classement de l'étape \| \| Coureuse \| Coureuse \| Pays \| Équipe \| Temps \| \| --------------------- \| ----------------------- \| --------------------- \| ------------------------- \| --------------------- \| \| 1re \| Kristen Faulkner \| États-Unis \| Tibco-Silicon Valley Bank \| 4 h 00 min 45 s \| \| 2e \| Lauren Stephens \| États-Unis \| Tibco-Silicon Valley Bank \| + 20 s \| \| 3e \| Mavi García \| Espagne \| Alé BTC Ljubljana \| + 22 s \| \| 4e \| Anna Kiesenhofer \| Autriche \| Autriche \| + 25 s \| \| 5e \| Yara Kastelijn \| Pays-Bas \| Équipe mixte 1 \| + 29 s \| \| 6e \| Sandra Levenez \| France \| Arkéa Pro Cycling Team \| + 41 s \| \| 7e \| Kristabel Doebel-Hickok \| États-Unis \| Rally Cycling \| + 48 s \| \| 8e \| Camilla Alessio \| Italie \| Bepink \| + 51 s \| \| 9e \| Urška Žigart \| Slovénie \| Alé BTC Ljubljana \| + 51 s \| \| 10e \| Hannah Ludwig \| Allemagne \| Canyon-SRAM Racing \| + 56 s \| |                         |            |                           |                 |
| |                         |            |                           |                 |
| |                         |            |                           |                 |
| Classement de l'étape |                         |            |                           |                 |
| Coureuse | Coureuse                | Pays       | Équipe                    | Temps           |
| 1re | Kristen Faulkner        | États-Unis | Tibco-Silicon Valley Bank | 4 h 00 min 45 s |
| 2e | Lauren Stephens         | États-Unis | Tibco-Silicon Valley Bank | + 20 s          |
| 3e | Mavi García             | Espagne    | Alé BTC Ljubljana         | + 22 s          |
| 4e | Anna Kiesenhofer        | Autriche   | Autriche                  | + 25 s          |
| 5e | Yara Kastelijn          | Pays-Bas   | Équipe mixte 1            | + 29 s          |
| 6e | Sandra Levenez          | France     | Arkéa Pro Cycling Team    | + 41 s          |
| 7e | Kristabel Doebel-Hickok | États-Unis | Rally Cycling             | + 48 s          |
| 8e | Camilla Alessio         | Italie     | Bepink                    | + 51 s          |
| 9e | Urška Žigart            | Slovénie   | Alé BTC Ljubljana         | + 51 s          |
| 10e | Hannah Ludwig           | Allemagne  | Canyon-SRAM Racing        | + 56 s          |

| \| Classement général \| Classement général \| Classement général \| Classement général \| Classement général \| \| Coureuse \| Coureuse \| Pays \| Équipe \| Temps \| \| ------------------ \| ------------------ \| ------------------ \| ---------------------------------- \| ------------------ \| \| 1re \| Mavi García \| Espagne \| Alé BTC Ljubljana \| 13 h 46 min 17 s \| \| 2e \| Anna Kiesenhofer \| Autriche \| Autriche \| + 8 s \| \| 3e \| Lauren Stephens \| États-Unis \| Tibco-Silicon Valley Bank \| + 40 s \| \| 4e \| Yara Kastelijn \| Pays-Bas \| Équipe mixte 1 \| + 4 min 35 s \| \| 5e \| Sandra Levenez \| France \| Arkéa Pro Cycling Team \| + 4 min 47 s \| \| 6e \| Victorie Guilman \| France \| FDJ-Nouvelle Aquitaine-Futuroscope \| + 4 min 52 s \| \| 7e \| Paula Patiño \| Colombie \| Movistar Team \| + 4 min 58 s \| \| 8e \| Urška Žigart \| Slovénie \| Alé BTC Ljubljana \| + 7 min 27 s \| \| 9e \| Sara Poidevin \| Canada \| Rally Cycling \| + 8 min 27 s \| \| 10e \| Urša Pintar \| Slovénie \| Alé BTC Ljubljana \| + 11 min 00 s \| |                  |            |                                    |                  |
| |                  |            |                                    |                  |
| |                  |            |                                    |                  |
| Classement général |                  |            |                                    |                  |
| Coureuse | Coureuse         | Pays       | Équipe                             | Temps            |
| 1re | Mavi García      | Espagne    | Alé BTC Ljubljana                  | 13 h 46 min 17 s |
| 2e | Anna Kiesenhofer | Autriche   | Autriche                           | + 8 s            |
| 3e | Lauren Stephens  | États-Unis | Tibco-Silicon Valley Bank          | + 40 s           |
| 4e | Yara Kastelijn   | Pays-Bas   | Équipe mixte 1                     | + 4 min 35 s     |
| 5e | Sandra Levenez   | France     | Arkéa Pro Cycling Team             | + 4 min 47 s     |
| 6e | Victorie Guilman | France     | FDJ-Nouvelle Aquitaine-Futuroscope | + 4 min 52 s     |
| 7e | Paula Patiño     | Colombie   | Movistar Team                      | + 4 min 58 s     |
| 8e | Urška Žigart     | Slovénie   | Alé BTC Ljubljana                  | + 7 min 27 s     |
| 9e | Sara Poidevin    | Canada     | Rally Cycling                      | + 8 min 27 s     |
| 10e | Urša Pintar      | Slovénie   | Alé BTC Ljubljana                  | + 11 min 00 s    |

### 5eétape
Le début d'étape est marqué par des chutes qui poussent à l'abandon Martina Moreno et Audrey Cordon-Ragot. Un groupe de treize coureuses avec Lauren Stephens et Emma White sort du peloton. Au kilomètre quarante-cinq, l'écart est d'environ une minute. Emma White remporte les sprints intermédiaires, renforçant sa position dans ce classement. À l'entrée de Vallon-Pont-d'Arc, le peloton reprend l'échappée à l'exception de deux concurrentes : Lauren Stephens et Nicole Steigenga. Elles ont quarante-deux secondes d'avance. À vingt-cinq kilomètres de l'arrivée, Leigh Ann Ganzar rejoint le groupe. Nicole Steiganga est lâchée dans une côte. Leigh Ann Ganzar remporte finalement l'étape, tandis que Lauren Stephens prend le maillot rose.
| \| Classement de l'étape \| Classement de l'étape \| Classement de l'étape \| Classement de l'étape \| Classement de l'étape \| \| Coureuse \| Coureuse \| Pays \| Équipe \| Temps \| \| --------------------- \| -------------------------- \| --------------------- \| ---------------------------------- \| --------------------- \| \| 1re \| Leigh Ann Ganzar \| États-Unis \| Rally Cycling \| 3 h 42 min 30 s \| \| 2e \| Lauren Stephens \| États-Unis \| Tibco-Silicon Valley Bank \| + 0 s \| \| 3e \| Chloe Hosking \| Australie \| Rally Cycling \| + 1 min 14 s \| \| 4e \| Barbara Guarischi \| Italie \| Movistar Team \| + 1 min 14 s \| \| 5e \| Gudrun Stock \| Allemagne \| Allemagne \| + 1 min 14 s \| \| 6e \| Anastasia Carbonari \| Italie \| Aromitalia Vaiano \| + 1 min 14 s \| \| 7e \| Victorie Guilman \| France \| FDJ-Nouvelle Aquitaine-Futuroscope \| + 1 min 14 s \| \| 8e \| Katarzyna Wilkos \| Pologne \| Mat Atom Deweloper \| + 1 min 14 s \| \| 9e \| Ceylin del Carmen Alvarado \| Pays-Bas \| Équipe mixte 1 \| + 1 min 14 s \| \| 10e \| Jade Wiel \| France \| FDJ-Nouvelle Aquitaine-Futuroscope \| + 1 min 14 s \| |                            |            |                                    |                 |
| |                            |            |                                    |                 |
| |                            |            |                                    |                 |
| Classement de l'étape |                            |            |                                    |                 |
| Coureuse | Coureuse                   | Pays       | Équipe                             | Temps           |
| 1re | Leigh Ann Ganzar           | États-Unis | Rally Cycling                      | 3 h 42 min 30 s |
| 2e | Lauren Stephens            | États-Unis | Tibco-Silicon Valley Bank          | + 0 s           |
| 3e | Chloe Hosking              | Australie  | Rally Cycling                      | + 1 min 14 s    |
| 4e | Barbara Guarischi          | Italie     | Movistar Team                      | + 1 min 14 s    |
| 5e | Gudrun Stock               | Allemagne  | Allemagne                          | + 1 min 14 s    |
| 6e | Anastasia Carbonari        | Italie     | Aromitalia Vaiano                  | + 1 min 14 s    |
| 7e | Victorie Guilman           | France     | FDJ-Nouvelle Aquitaine-Futuroscope | + 1 min 14 s    |
| 8e | Katarzyna Wilkos           | Pologne    | Mat Atom Deweloper                 | + 1 min 14 s    |
| 9e | Ceylin del Carmen Alvarado | Pays-Bas   | Équipe mixte 1                     | + 1 min 14 s    |
| 10e | Jade Wiel                  | France     | FDJ-Nouvelle Aquitaine-Futuroscope | + 1 min 14 s    |

| \| Classement général \| Classement général \| Classement général \| Classement général \| Classement général \| \| Coureuse \| Coureuse \| Pays \| Équipe \| Temps \| \| ------------------ \| ------------------ \| ------------------ \| ---------------------------------- \| ------------------ \| \| 1re \| Lauren Stephens \| États-Unis \| Tibco-Silicon Valley Bank \| 17 h 29 min 27 s \| \| 2e \| Mavi García \| Espagne \| Alé BTC Ljubljana \| + 34 s \| \| 3e \| Anna Kiesenhofer \| Autriche \| Autriche \| + 46 s \| \| 4e \| Yara Kastelijn \| Pays-Bas \| Équipe mixte 1 \| + 5 min 09 s \| \| 5e \| Sandra Levenez \| France \| Arkéa Pro Cycling Team \| + 5 min 21 s \| \| 6e \| Victorie Guilman \| France \| FDJ-Nouvelle Aquitaine-Futuroscope \| + 5 min 26 s \| \| 7e \| Sara Poidevin \| Canada \| Rally Cycling \| + 9 min 11 s \| \| 8e \| Urška Žigart \| Slovénie \| Alé BTC Ljubljana \| + 9 min 41 s \| \| 9e \| Camilla Alessio \| Italie \| Bepink \| + 12 min 27 s \| \| 10e \| Kathrin Hammes \| Allemagne \| Ceratizit-WNT Pro Cycling \| + 12 min 55 s \| |                  |            |                                    |                  |
| |                  |            |                                    |                  |
| |                  |            |                                    |                  |
| Classement général |                  |            |                                    |                  |
| Coureuse | Coureuse         | Pays       | Équipe                             | Temps            |
| 1re | Lauren Stephens  | États-Unis | Tibco-Silicon Valley Bank          | 17 h 29 min 27 s |
| 2e | Mavi García      | Espagne    | Alé BTC Ljubljana                  | + 34 s           |
| 3e | Anna Kiesenhofer | Autriche   | Autriche                           | + 46 s           |
| 4e | Yara Kastelijn   | Pays-Bas   | Équipe mixte 1                     | + 5 min 09 s     |
| 5e | Sandra Levenez   | France     | Arkéa Pro Cycling Team             | + 5 min 21 s     |
| 6e | Victorie Guilman | France     | FDJ-Nouvelle Aquitaine-Futuroscope | + 5 min 26 s     |
| 7e | Sara Poidevin    | Canada     | Rally Cycling                      | + 9 min 11 s     |
| 8e | Urška Žigart     | Slovénie   | Alé BTC Ljubljana                  | + 9 min 41 s     |
| 9e | Camilla Alessio  | Italie     | Bepink                             | + 12 min 27 s    |
| 10e | Kathrin Hammes   | Allemagne  | Ceratizit-WNT Pro Cycling          | + 12 min 55 s    |

### 6eétape
Au bout de vingt-cinq minutes de course, sept concurrentes sortent du peloton. Il s'agit de : Christa Riffel, Alicia Gonzalez, Heidi Franz, Eyeru Gebru, Simona Frapporti, Pauline Allin et Sarah Rijkes. Au trente-septième kilomètres, elles ont deux minutes quarante d'avance. Un groupe de poursuite de deux athlètes se forme, mais reste intercalé. L'avance atteint les huit minutes sur le peloton pour le groupe de tête. Simona Frapporti est distancée. À vingt-cinq kilomètres de l'arrivée, Heidi Franz attaque dans une ascension. Eyeru Gebru est lâchée. Dans la montée finale vers le château de Rochemaure, Pauline Allin, Heidi Franz se disputent la victoire et franchissent l'arrivée dans cet ordre.
| \| Classement de l'étape \| Classement de l'étape \| Classement de l'étape \| Classement de l'étape \| Classement de l'étape \| \| Coureuse \| Coureuse \| Pays \| Équipe \| Temps \| \| --------------------- \| --------------------- \| --------------------- \| -------------------------- \| --------------------- \| \| 1re \| Pauline Allin \| France \| Arkéa Pro Cycling Team \| 3 h 54 min 38 s \| \| 2e \| Heidi Franz \| États-Unis \| Rally Cycling \| + 0 s \| \| 3e \| Alicia González \| Espagne \| Movistar Team \| + 26 s \| \| 4e \| Christa Riffel \| Allemagne \| Canyon-SRAM Racing \| + 56 s \| \| 5e \| Sarah Rijkes \| Autriche \| Autriche \| + 1 min 28 s \| \| 6e \| Eyeru Tesfoam Gebru \| Éthiopie \| Centre mondial du cyclisme \| + 1 min 45 s \| \| 7e \| Yara Kastelijn \| Pays-Bas \| Équipe mixte 1 \| + 2 min 54 s \| \| 8e \| Lauren Stephens \| États-Unis \| Tibco-Silicon Valley Bank \| + 2 min 54 s \| \| 9e \| Mavi García \| Espagne \| Alé BTC Ljubljana \| + 2 min 58 s \| \| 10e \| Sandra Levenez \| France \| Arkéa Pro Cycling Team \| + 2 min 58 s \| |                     |            |                            |                 |
| |                     |            |                            |                 |
| |                     |            |                            |                 |
| Classement de l'étape |                     |            |                            |                 |
| Coureuse | Coureuse            | Pays       | Équipe                     | Temps           |
| 1re | Pauline Allin       | France     | Arkéa Pro Cycling Team     | 3 h 54 min 38 s |
| 2e | Heidi Franz         | États-Unis | Rally Cycling              | + 0 s           |
| 3e | Alicia González     | Espagne    | Movistar Team              | + 26 s          |
| 4e | Christa Riffel      | Allemagne  | Canyon-SRAM Racing         | + 56 s          |
| 5e | Sarah Rijkes        | Autriche   | Autriche                   | + 1 min 28 s    |
| 6e | Eyeru Tesfoam Gebru | Éthiopie   | Centre mondial du cyclisme | + 1 min 45 s    |
| 7e | Yara Kastelijn      | Pays-Bas   | Équipe mixte 1             | + 2 min 54 s    |
| 8e | Lauren Stephens     | États-Unis | Tibco-Silicon Valley Bank  | + 2 min 54 s    |
| 9e | Mavi García         | Espagne    | Alé BTC Ljubljana          | + 2 min 58 s    |
| 10e | Sandra Levenez      | France     | Arkéa Pro Cycling Team     | + 2 min 58 s    |

| \| Classement général \| Classement général \| Classement général \| Classement général \| Classement général \| \| Coureuse \| Coureuse \| Pays \| Équipe \| Temps \| \| ------------------ \| ------------------ \| ------------------ \| ---------------------------------- \| ------------------ \| \| 1re \| Lauren Stephens \| États-Unis \| Tibco-Silicon Valley Bank \| 21 h 26 min 59 s \| \| 2e \| Mavi García \| Espagne \| Alé BTC Ljubljana \| + 38 s \| \| 3e \| Anna Kiesenhofer \| Autriche \| Autriche \| + 55 s \| \| 4e \| Yara Kastelijn \| Pays-Bas \| Équipe mixte 1 \| + 5 min 09 s \| \| 5e \| Sandra Levenez \| France \| Arkéa Pro Cycling Team \| + 5 min 25 s \| \| 6e \| Victorie Guilman \| France \| FDJ-Nouvelle Aquitaine-Futuroscope \| + 5 min 48 s \| \| 7e \| Sara Poidevin \| Canada \| Rally Cycling \| + 9 min 44 s \| \| 8e \| Camilla Alessio \| Italie \| Bepink \| + 12 min 48 s \| \| 9e \| Urška Žigart \| Slovénie \| Alé BTC Ljubljana \| + 13 min 16 s \| \| 10e \| Kathrin Hammes \| Allemagne \| Allemagne \| + 13 min 21 s \| |                  |            |                                    |                  |
| |                  |            |                                    |                  |
| |                  |            |                                    |                  |
| Classement général |                  |            |                                    |                  |
| Coureuse | Coureuse         | Pays       | Équipe                             | Temps            |
| 1re | Lauren Stephens  | États-Unis | Tibco-Silicon Valley Bank          | 21 h 26 min 59 s |
| 2e | Mavi García      | Espagne    | Alé BTC Ljubljana                  | + 38 s           |
| 3e | Anna Kiesenhofer | Autriche   | Autriche                           | + 55 s           |
| 4e | Yara Kastelijn   | Pays-Bas   | Équipe mixte 1                     | + 5 min 09 s     |
| 5e | Sandra Levenez   | France     | Arkéa Pro Cycling Team             | + 5 min 25 s     |
| 6e | Victorie Guilman | France     | FDJ-Nouvelle Aquitaine-Futuroscope | + 5 min 48 s     |
| 7e | Sara Poidevin    | Canada     | Rally Cycling                      | + 9 min 44 s     |
| 8e | Camilla Alessio  | Italie     | Bepink                             | + 12 min 48 s    |
| 9e | Urška Žigart     | Slovénie   | Alé BTC Ljubljana                  | + 13 min 16 s    |
| 10e | Kathrin Hammes   | Allemagne  | Allemagne                          | + 13 min 21 s    |

### 7eétape
Nicole Steigenga remporte le premier sprint intermédiaire. Tereza Medvedová attaque ensuite. Son avance atteint la minute trente. Marie-Soleil Blais effectue plus tard la jonction. Toutefois le peloton les reprend peu après. Dans le mur d'Allex, Yara Kastelijn passe en tête devant Mavi Garcia et s'empare ainsi du maillot de la meilleure grimpeuse. La victoire se dispute au sprint et Chloe Hosking s'impose. Il n'y a pas de changement au classement général.
| \| Classement de l'étape \| Classement de l'étape \| Classement de l'étape \| Classement de l'étape \| Classement de l'étape \| \| Coureuse \| Coureuse \| Pays \| Équipe \| Temps \| \| --------------------- \| -------------------------- \| --------------------- \| ---------------------------------- \| --------------------- \| \| 1re \| Chloe Hosking \| Australie \| Rally Cycling \| 2 h 19 min 51 s \| \| 2e \| Alice Barnes \| Royaume-Uni \| Canyon-SRAM Racing \| + 0 s \| \| 3e \| Katarzyna Wilkos \| Pologne \| Mat Atom Deweloper \| + 0 s \| \| 4e \| Nina Kessler \| Pays-Bas \| Tibco-Silicon Valley Bank \| + 0 s \| \| 5e \| Lauretta Hanson \| Australie \| Trek-Segafredo \| + 0 s \| \| 6e \| Catalina Soto \| Chili \| Centre mondial du cyclisme \| + 0 s \| \| 7e \| Clara Copponi \| France \| FDJ-Nouvelle Aquitaine-Futuroscope \| + 0 s \| \| 8e \| Anastasia Carbonari \| Italie \| Aromitalia Vaiano \| + 0 s \| \| 9e \| Ceylin del Carmen Alvarado \| Pays-Bas \| Équipe mixte 1 \| + 0 s \| \| 10e \| Urška Bravec \| Slovénie \| Alé BTC Ljubljana \| + 0 s \| |                            |             |                                    |                 |
| |                            |             |                                    |                 |
| |                            |             |                                    |                 |
| Classement de l'étape |                            |             |                                    |                 |
| Coureuse | Coureuse                   | Pays        | Équipe                             | Temps           |
| 1re | Chloe Hosking              | Australie   | Rally Cycling                      | 2 h 19 min 51 s |
| 2e | Alice Barnes               | Royaume-Uni | Canyon-SRAM Racing                 | + 0 s           |
| 3e | Katarzyna Wilkos           | Pologne     | Mat Atom Deweloper                 | + 0 s           |
| 4e | Nina Kessler               | Pays-Bas    | Tibco-Silicon Valley Bank          | + 0 s           |
| 5e | Lauretta Hanson            | Australie   | Trek-Segafredo                     | + 0 s           |
| 6e | Catalina Soto              | Chili       | Centre mondial du cyclisme         | + 0 s           |
| 7e | Clara Copponi              | France      | FDJ-Nouvelle Aquitaine-Futuroscope | + 0 s           |
| 8e | Anastasia Carbonari        | Italie      | Aromitalia Vaiano                  | + 0 s           |
| 9e | Ceylin del Carmen Alvarado | Pays-Bas    | Équipe mixte 1                     | + 0 s           |
| 10e | Urška Bravec               | Slovénie    | Alé BTC Ljubljana                  | + 0 s           |

## Classements finals

### Classement général final
| \| Classement général \| Classement général \| Classement général \| Classement général \| Classement général \| \| Coureuse \| Coureuse \| Pays \| Équipe \| Temps \| \| ------------------ \| ------------------ \| ------------------ \| ---------------------------------- \| ------------------ \| \| 1re \| Lauren Stephens \| États-Unis \| Tibco-Silicon Valley Bank \| 23 h 46 min 50 s \| \| 2e \| Mavi García \| Espagne \| Alé BTC Ljubljana \| + 38 s \| \| 3e \| Anna Kiesenhofer \| Autriche \| Autriche \| + 1 min 31 s \| \| 4e \| Yara Kastelijn \| Pays-Bas \| Équipe mixte 1 \| + 5 min 09 s \| \| 5e \| Sandra Levenez \| France \| Arkéa Pro Cycling Team \| + 5 min 25 s \| \| 6e \| Victorie Guilman \| France \| FDJ-Nouvelle Aquitaine-Futuroscope \| + 5 min 48 s \| \| 7e \| Sara Poidevin \| Canada \| Rally Cycling \| + 10 min 08 s \| \| 8e \| Camilla Alessio \| Italie \| Bepink \| + 12 min 48 s \| \| 9e \| Kathrin Hammes \| Allemagne \| Allemagne \| + 13 min 21 s \| \| 10e \| Urška Žigart \| Slovénie \| Alé BTC Ljubljana \| + 13 min 32 s \| |                  |            |                                    |                  |
| |                  |            |                                    |                  |
| Source : ProCyclingStats |                  |            |                                    |                  |
| Classement général |                  |            |                                    |                  |
| Coureuse | Coureuse         | Pays       | Équipe                             | Temps            |
| 1re | Lauren Stephens  | États-Unis | Tibco-Silicon Valley Bank          | 23 h 46 min 50 s |
| 2e | Mavi García      | Espagne    | Alé BTC Ljubljana                  | + 38 s           |
| 3e | Anna Kiesenhofer | Autriche   | Autriche                           | + 1 min 31 s     |
| 4e | Yara Kastelijn   | Pays-Bas   | Équipe mixte 1                     | + 5 min 09 s     |
| 5e | Sandra Levenez   | France     | Arkéa Pro Cycling Team             | + 5 min 25 s     |
| 6e | Victorie Guilman | France     | FDJ-Nouvelle Aquitaine-Futuroscope | + 5 min 48 s     |
| 7e | Sara Poidevin    | Canada     | Rally Cycling                      | + 10 min 08 s    |
| 8e | Camilla Alessio  | Italie     | Bepink                             | + 12 min 48 s    |
| 9e | Kathrin Hammes   | Allemagne  | Allemagne                          | + 13 min 21 s    |
| 10e | Urška Žigart     | Slovénie   | Alé BTC Ljubljana                  | + 13 min 32 s    |

### Points UCI
| Position           | 1er | 2e | 3e | 4e | 5e | 6e | 7e | 8e | 9e | 10e | 11e | 12e | 13e à 15e | 16e à 25e |
| Classement général | 125 | 85 | 70 | 60 | 50 | 40 | 35 | 30 | 25 | 20  | 15  | 10  | 5         | 3         |
| Par étape          | 16  | 12 | 8  | 6  | 5  | 4  | 3  | 2  |    |     |     |     |           |           |
| Leader, par étape  | 3   |    |    |    |    |    |    |    |    |     |     |     |           |           |

### Classements annexes
| Classement par points | Classement par points | Classement par points | Classement par points              | Classement par points |
| Coureuse              | Coureuse              | Pays                  | Équipe                             | Points                |
| --------------------- | --------------------- | --------------------- | ---------------------------------- | --------------------- |
| 1re                   | Lauren Stephens       | États-Unis            | Tibco-Silicon Valley Bank          | 41 pts                |
| 2e                    | Mavi García           | Espagne               | Alé BTC Ljubljana                  | 40 pts                |
| 3e                    | Chloe Hosking         | Australie             | Rally Cycling                      | 31 pts                |
| 4e                    | Victorie Guilman      | France                | FDJ-Nouvelle Aquitaine-Futuroscope | 21 pts                |
| 5e                    | Yara Kastelijn        | Pays-Bas              | Équipe mixte 1                     | 19 pts                |
| 6e                    | Anna Kiesenhofer      | Autriche              | Autriche                           | 17 pts                |
| 7e                    | Katarzyna Wilkos      | Pologne               | Mat Atom Deweloper                 | 17 pts                |
| 8e                    | Alice Barnes          | Royaume-Uni           | Canyon-SRAM Racing                 | 17 pts                |
| 9e                    | Alicia González       | Espagne               | Movistar Team                      | 16 pts                |
| 10e                   | Kristen Faulkner      | États-Unis            | Tibco-Silicon Valley Bank          | 15 pts                |

| Classement par points | Classement par points | Classement par points | Classement par points              | Classement par points |
| Coureuse              | Coureuse              | Pays                  | Équipe                             | Points                |
| --------------------- | --------------------- | --------------------- | ---------------------------------- | --------------------- |
| 1re                   | Lauren Stephens       | États-Unis            | Tibco-Silicon Valley Bank          | 41 pts                |
| 2e                    | Mavi García           | Espagne               | Alé BTC Ljubljana                  | 40 pts                |
| 3e                    | Chloe Hosking         | Australie             | Rally Cycling                      | 31 pts                |
| 4e                    | Victorie Guilman      | France                | FDJ-Nouvelle Aquitaine-Futuroscope | 21 pts                |
| 5e                    | Yara Kastelijn        | Pays-Bas              | Équipe mixte 1                     | 19 pts                |
| 6e                    | Anna Kiesenhofer      | Autriche              | Autriche                           | 17 pts                |
| 7e                    | Katarzyna Wilkos      | Pologne               | Mat Atom Deweloper                 | 17 pts                |
| 8e                    | Alice Barnes          | Royaume-Uni           | Canyon-SRAM Racing                 | 17 pts                |
| 9e                    | Alicia González       | Espagne               | Movistar Team                      | 16 pts                |
| 10e                   | Kristen Faulkner      | États-Unis            | Tibco-Silicon Valley Bank          | 15 pts                |

| Classement de la montagne | Classement de la montagne | Classement de la montagne | Classement de la montagne | Classement de la montagne |
| Coureuse                  | Coureuse                  | Pays                      | Équipe                    | Points                    |
| ------------------------- | ------------------------- | ------------------------- | ------------------------- | ------------------------- |
| 1re                       | Yara Kastelijn            | Pays-Bas                  | Équipe mixte 1            | 39 pts                    |
| 2e                        | Mavi García               | Espagne                   | Alé BTC Ljubljana         | 37 pts                    |
| 3e                        | Kristen Faulkner          | États-Unis                | Tibco-Silicon Valley Bank | 27 pts                    |
| 4e                        | Heidi Franz               | États-Unis                | Rally Cycling             | 26 pts                    |
| 5e                        | Lauren Stephens           | États-Unis                | Tibco-Silicon Valley Bank | 26 pts                    |
| 6e                        | Eri Yonamine              | Japon                     | Alé BTC Ljubljana         | 22 pts                    |
| 7e                        | Lourdes Oyarbide          | Espagne                   | Movistar Team             | 19 pts                    |
| 8e                        | Pauline Allin             | France                    | Arkéa Pro Cycling Team    | 18 pts                    |
| 9e                        | Sandra Levenez            | France                    | Arkéa Pro Cycling Team    | 16 pts                    |
| 10e                       | Sara Poidevin             | Canada                    | Rally Cycling             | 15 pts                    |

| Classement de la montagne | Classement de la montagne | Classement de la montagne | Classement de la montagne | Classement de la montagne |
| Coureuse                  | Coureuse                  | Pays                      | Équipe                    | Points                    |
| ------------------------- | ------------------------- | ------------------------- | ------------------------- | ------------------------- |
| 1re                       | Yara Kastelijn            | Pays-Bas                  | Équipe mixte 1            | 39 pts                    |
| 2e                        | Mavi García               | Espagne                   | Alé BTC Ljubljana         | 37 pts                    |
| 3e                        | Kristen Faulkner          | États-Unis                | Tibco-Silicon Valley Bank | 27 pts                    |
| 4e                        | Heidi Franz               | États-Unis                | Rally Cycling             | 26 pts                    |
| 5e                        | Lauren Stephens           | États-Unis                | Tibco-Silicon Valley Bank | 26 pts                    |
| 6e                        | Eri Yonamine              | Japon                     | Alé BTC Ljubljana         | 22 pts                    |
| 7e                        | Lourdes Oyarbide          | Espagne                   | Movistar Team             | 19 pts                    |
| 8e                        | Pauline Allin             | France                    | Arkéa Pro Cycling Team    | 18 pts                    |
| 9e                        | Sandra Levenez            | France                    | Arkéa Pro Cycling Team    | 16 pts                    |
| 10e                       | Sara Poidevin             | Canada                    | Rally Cycling             | 15 pts                    |

| Classement du meilleur jeune | Classement du meilleur jeune | Classement du meilleur jeune | Classement du meilleur jeune | Classement du meilleur jeune |
| Coureuse                     | Coureuse                     | Pays                         | Équipe                       | Temps                        |
| ---------------------------- | ---------------------------- | ---------------------------- | ---------------------------- | ---------------------------- |
| 1re                          | Camilla Alessio              | Italie                       | Bepink                       | 23 h 59 min 38 s             |
| 2e                           | Ceylin del Carmen Alvarado   | Pays-Bas                     | Équipe mixte 1               | + 6 min 06 s                 |
| 3e                           | Léa Curinier                 | France                       | Arkéa Pro Cycling Team       | + 13 min 08 s                |
| 4e                           | Aniek van Alphen             | Pays-Bas                     | Équipe mixte 1               | + 14 min 25 s                |
| 5e                           | Nicole Steigenga             | Pays-Bas                     | Doltcini-Van Eyck-Proximus   | + 15 min 23 s                |
| 6e                           | Hannah Ludwig                | Allemagne                    | Canyon-SRAM Racing           | + 16 min 08 s                |
| 7e                           | Lieke Nooijen                | Pays-Bas                     |                              | + 16 min 23 s                |
| 8e                           | Anastasiya Kolesava          | Biélorussie                  | Centre mondial du cyclisme   | + 16 min 24 s                |
| 9e                           | Dominika Włodarczyk          | Pologne                      | Mat Atom Deweloper           | + 17 min 07 s                |
| 10e                          | Amandine Fouquenet           | France                       | Arkéa Pro Cycling Team       | + 17 min 27 s                |

| Classement du meilleur jeune | Classement du meilleur jeune | Classement du meilleur jeune | Classement du meilleur jeune | Classement du meilleur jeune |
| Coureuse                     | Coureuse                     | Pays                         | Équipe                       | Temps                        |
| ---------------------------- | ---------------------------- | ---------------------------- | ---------------------------- | ---------------------------- |
| 1re                          | Camilla Alessio              | Italie                       | Bepink                       | 23 h 59 min 38 s             |
| 2e                           | Ceylin del Carmen Alvarado   | Pays-Bas                     | Équipe mixte 1               | + 6 min 06 s                 |
| 3e                           | Léa Curinier                 | France                       | Arkéa Pro Cycling Team       | + 13 min 08 s                |
| 4e                           | Aniek van Alphen             | Pays-Bas                     | Équipe mixte 1               | + 14 min 25 s                |
| 5e                           | Nicole Steigenga             | Pays-Bas                     | Doltcini-Van Eyck-Proximus   | + 15 min 23 s                |
| 6e                           | Hannah Ludwig                | Allemagne                    | Canyon-SRAM Racing           | + 16 min 08 s                |
| 7e                           | Lieke Nooijen                | Pays-Bas                     |                              | + 16 min 23 s                |
| 8e                           | Anastasiya Kolesava          | Biélorussie                  | Centre mondial du cyclisme   | + 16 min 24 s                |
| 9e                           | Dominika Włodarczyk          | Pologne                      | Mat Atom Deweloper           | + 17 min 07 s                |
| 10e                          | Amandine Fouquenet           | France                       | Arkéa Pro Cycling Team       | + 17 min 27 s                |

| Classement des sprints | Classement des sprints | Classement des sprints | Classement des sprints    | Classement des sprints |
| Coureuse               | Coureuse               | Pays                   | Équipe                    | Points                 |
| ---------------------- | ---------------------- | ---------------------- | ------------------------- | ---------------------- |
| 1re                    | Emma White             | États-Unis             | Rally Cycling             | 29 pts                 |
| 2e                     | Heidi Franz            | États-Unis             | Rally Cycling             | 17 pts                 |
| 3e                     | Kristen Faulkner       | États-Unis             | Tibco-Silicon Valley Bank | 10 pts                 |

| Classement des sprints | Classement des sprints | Classement des sprints | Classement des sprints    | Classement des sprints |
| Coureuse               | Coureuse               | Pays                   | Équipe                    | Points                 |
| ---------------------- | ---------------------- | ---------------------- | ------------------------- | ---------------------- |
| 1re                    | Emma White             | États-Unis             | Rally Cycling             | 29 pts                 |
| 2e                     | Heidi Franz            | États-Unis             | Rally Cycling             | 17 pts                 |
| 3e                     | Kristen Faulkner       | États-Unis             | Tibco-Silicon Valley Bank | 10 pts                 |

| Classement par points | Classement par points | Classement par points | Classement par points | Classement par points |
| --------------------- | --------------------- | --------------------- | --------------------- | --------------------- |
|                       | Coureur               | Pays                  | Équipe                | Point(s)              |
| 1er                   | Lauren Stephens       | États-Unis            | Tibco-SVB             | 13 points             |
| 2e                    | Kristen Faulkner      | États-Unis            | Tibco-SVB             | 20 pts                |
| 3e                    | Mavi Garcia           | Espagne               | Alé BTC Ljubljana     | 24 pts                |
| modifier              |                       |                       |                       |                       |

| Classement par équipes | Classement par équipes | Classement par équipes | Classement par équipes |
| Équipe                 | Équipe                 | Pays                   | Temps                  |
| ---------------------- | ---------------------- | ---------------------- | ---------------------- |
| 1re                    | Alé BTC Ljubljana      | Italie                 | 71 h 51 min 58 s       |
| 2e                     | Équipe mixte 1         |                        | + 13 min 01 s          |
| 3e                     | Arkéa Pro Cycling Team | France                 | + 22 min 47 s          |

| Classement par équipes | Classement par équipes | Classement par équipes | Classement par équipes |
| Équipe                 | Équipe                 | Pays                   | Temps                  |
| ---------------------- | ---------------------- | ---------------------- | ---------------------- |
| 1re                    | Alé BTC Ljubljana      | Italie                 | 71 h 51 min 58 s       |
| 2e                     | Équipe mixte 1         |                        | + 13 min 01 s          |
| 3e                     | Arkéa Pro Cycling Team | France                 | + 22 min 47 s          |

## Évolution des classements
| Étape              |                    | Vainqueur _         | Classement général | Classement par points | Meilleure grimpeuse | Meilleure sprinteuse | Meilleure jeune      | Meilleure au combiné | Meilleure équipe _ |
| ------------------ | ------------------ | ------------------- | ------------------ | --------------------- | ------------------- | -------------------- | -------------------- | -------------------- | ------------------ |
| 1re étape          | étape vallonnée    | Mavi García         | Mavi García        | Mavi García           | Mavi García         | Emma White           | Inge van der Heijden | Mavi García          | Alé BTC Ljubljana  |
| 2e étape           | étape de montagne  | Mavi García         | Mavi García        | Mavi García           | Mavi García         | Emma White           | Camilla Alessio      | Mavi García          | Alé BTC Ljubljana  |
| 3e étape           | étape vallonnée    | Audrey Cordon-Ragot | Mavi García        | Mavi García           | Mavi García         | Emma White           | Camilla Alessio      | Mavi García          | Alé BTC Ljubljana  |
| 4e étape           | étape de montagne  | Kristen Faulkner    | Mavi García        | Mavi García           | Mavi García         | Emma White           | Camilla Alessio      | Kristen Faulkner     | Alé BTC Ljubljana  |
| 5e étape           | étape vallonnée    | Leigh Ann Ganzar    | Lauren Stephens    | Mavi García           | Mavi García         | Emma White           | Camilla Alessio      | Lauren Stephens      | Alé BTC Ljubljana  |
| 6e étape           | étape vallonnée    | Pauline Allin       | Lauren Stephens    | Lauren Stephens       | Mavi García         | Emma White           | Camilla Alessio      | Lauren Stephens      | Alé BTC Ljubljana  |
| 7e étape           | étape vallonnée    | Chloe Hosking       | Lauren Stephens    | Lauren Stephens       | Yara Kastelijn      | Emma White           | Camilla Alessio      | Lauren Stephens      | Alé BTC Ljubljana  |
| Classements finals | Classements finals |                     | Lauren Stephens    | Lauren Stephens       | Yara Kastelijn      | Emma White           | Camilla Alessio      | Lauren Stephens      | Alé BTC Ljubljana  |

## Liste des participantes
| Légende                                | Légende                                                                                              | Légende                          | Légende |
| -------------------------------------- | --- | -------------------------------- | --- |
| Num                                    | Dossard de départ porté par la coureuse sur ce Tour cycliste féminin international de l'Ardèche      | Pos                              | Position finale au classement général                                                                           |
| Leader du classement général           | Indique la vainqueur du classement général                                                           | Leader du classement par points  | Indique la vainqueur du classement par points                                                                   |
| Leader du classement de la montagne    | Indique la vainqueur du classement de la montagne                                                    | Leader du classement des sprints | Indique la vainqueur du classement des sprints                                                                  |
| Leader du classement du meilleur jeune | Indique la vainqueur du classement de la meilleure jeune                                             |                                  | Indique un maillot de champion national ou mondial, suivi de sa spécialité                                      |
| #                                      | Indique la meilleure équipe                                                                          | NP                               | Indique une coureuse qui n'a pas pris le départ d'une étape, suivi du numéro de l'étape où elle s'est retirée   |
| AB                                     | Indique une coureuse qui n'a pas terminé une étape, suivi du numéro de l'étape où elle s'est retirée | HD                               | Indique un coureuse qui a terminé une étape hors des délais, suivi du numéro de l'étape                         |
| DSQ                                    | Indique un coureur qui a été disqualifié de la course, suivi du numéro de l'étape                    | *                                | Indique un coureuse en lice pour le classement de la meilleure jeune (coureuses nées après le 1er janvier 1997) |

| Trek-Segafredo TFS | Trek-Segafredo TFS                | Trek-Segafredo TFS |
| ------------------ | --------------------------------- | ------------------ |
| Num                | Coureuse                          | Pos                |
| 1                  | Audrey Cordon-Ragot (FRA) (route) | AB-5               |
| 2                  | Lauretta Hanson (AUS)             | 59e                |
| 5                  | Shirin van Anrooij (NED)          | NP-6               |
| 6                  | Trixi Worrack (GER)               | 40e                |

| Alé BTC Ljubljana ALE | Alé BTC Ljubljana ALE      | Alé BTC Ljubljana ALE |
| --------------------- | -------------------------- | --------------------- |
| Num                   | Coureuse                   | Pos                   |
| 11                    | Mavi García (ESP) (route)  | 2e                    |
| 12                    | Urša Pintar (SLO) (route)  | NP-5                  |
| 13                    | Maaike Boogaard (NED)      | 57e                   |
| 14                    | Urška Žigart (SLO)         | 10e                   |
| 15                    | Urška Bravec (SLO)         | 71e                   |
| 16                    | Eri Yonamine (JPN) (route) | 51e                   |

| FDJ-Nouvelle Aquitaine-Futuroscope FDJ | FDJ-Nouvelle Aquitaine-Futuroscope FDJ | FDJ-Nouvelle Aquitaine-Futuroscope FDJ |
| -------------------------------------- | -------------------------------------- | -------------------------------------- |
| Num                                    | Coureuse                               | Pos                                    |
| 21                                     | Clara Copponi (FRA)                    | 77e                                    |
| 22                                     | Shara Marche (AUS)                     | 15e                                    |
| 23                                     | Marie Le Net (FRA)                     | 48e                                    |
| 24                                     | Victorie Guilman (FRA)                 | 6e                                     |
| 25                                     | Maëlle Grossetête (FRA)                | 72e                                    |
| 26                                     | Jade Wiel (FRA)                        | 36e                                    |

| Canyon-SRAM Racing CSR | Canyon-SRAM Racing CSR     | Canyon-SRAM Racing CSR |
| ---------------------- | -------------------------- | ---------------------- |
| Num                    | Coureuse                   | Pos                    |
| 31                     | Tanja Erath (GER)          | NP-2                   |
| 32                     | Alice Barnes (GBR) (route) | 66e                    |
| 33                     | Tiffany Cromwell (AUS)     | 26e                    |
| 34                     | Jess Pratt (AUS)           | 62e                    |
| 35                     | Hannah Ludwig (GER)        | 27e                    |
| 36                     | Christa Riffel (GER)       | 52e                    |

| Cogeas-Mettler-Look Pro Cycling Team CGS | Cogeas-Mettler-Look Pro Cycling Team CGS | Cogeas-Mettler-Look Pro Cycling Team CGS |
| ---------------------------------------- | ---------------------------------------- | ---------------------------------------- |
| Num                                      | Coureuse                                 | Pos                                      |
| 41                                       | Noemi Rüegg (SUI)                        | 35e                                      |
| 42                                       | Annabel Fisher (GBR)                     | NP-5                                     |
| 43                                       | Lara Krähemann (SUI)                     | NP-2                                     |
| 46                                       | Marie-Soleil Blais (CAN)                 | 79e                                      |

| Tibco-Silicon Valley Bank TIB | Tibco-Silicon Valley Bank TIB | Tibco-Silicon Valley Bank TIB |
| ----------------------------- | ----------------------------- | ----------------------------- |
| Num                           | Coureuse                      | Pos                           |
| 51                            | Diana Peñuela (COL)           | NP-2                          |
| 52                            | Lauren Stephens (USA)         | 1re                           |
| 53                            | Leah Dixon (GBR)              | 84e                           |
| 54                            | Kristen Faulkner (USA)        | 14e                           |
| 55                            | Shannon Malseed (AUS)         | 80e                           |
| 56                            | Nina Kessler (NED)            | 75e                           |

| Movistar Team MOV | Movistar Team MOV       | Movistar Team MOV |
| ----------------- | ----------------------- | ----------------- |
| Num               | Coureuse                | Pos               |
| 61                | Barbara Guarischi (ITA) | NP-6              |
| 62                | Alicia González (ESP)   | 18e               |
| 63                | Eider Merino (ESP)      | AB-2              |
| 64                | Lourdes Oyarbide (ESP)  | 73e               |
| 65                | Paula Patiño (COL)      | NP-5              |
| 66                | Alba Teruel (ESP)       | 49e               |

| Doltcini-Van Eyck-Proximus DVE | Doltcini-Van Eyck-Proximus DVE | Doltcini-Van Eyck-Proximus DVE |
| ------------------------------ | ------------------------------ | ------------------------------ |
| Num                            | Coureuse                       | Pos                            |
| 71                             | Mieke Docx (BEL)               | 78e                            |
| 72                             | Jade Lenaers (BEL)             | HD-2                           |
| 73                             | Nicole Steigenga (NED)         | 25e                            |
| 74                             | Nicole Hanselmann (SUI)        | AB-4                           |
| 75                             | Marieke de Groot (NED)         | AB-4                           |
| 76                             | Christina Schweinberger (AUT)  | 83e                            |

| Rally Cycling RLW | Rally Cycling RLW             | Rally Cycling RLW |
| ----------------- | ----------------------------- | ----------------- |
| Num               | Coureuse                      | Pos               |
| 81                | Chloe Hosking (AUS)           | 53e               |
| 82                | Emma White (USA)              | 64e               |
| 83                | Kristabel Doebel-Hickok (USA) | 13e               |
| 84                | Sara Poidevin (CAN)           | 7e                |
| 85                | Heidi Franz (USA)             | 19e               |
| 86                | Leigh Ann Ganzar (USA)        | 54e               |

| Centre mondial du cyclisme WCC | Centre mondial du cyclisme WCC | Centre mondial du cyclisme WCC |
| ------------------------------ | ------------------------------ | ------------------------------ |
| Num                            | Coureuse                       | Pos                            |
| 91                             | Eyeru Tesfoam Gebru (ETH)      | 22e                            |
| 92                             | Anastasiya Kolesava (BLR)      | 29e                            |
| 93                             | Catalina Soto (CHI)            | 45e                            |
| 94                             | Veronika Jandová (CZE)         | 88e                            |
| 95                             | Magdeleine Vallieres (CAN)     | 39e                            |
| 96                             | Tereza Medvedová (SVK) (route) | 34e                            |

| Lviv Cycling Team LCW | Lviv Cycling Team LCW     | Lviv Cycling Team LCW |
| --------------------- | ------------------------- | --------------------- |
| Num                   | Coureuse                  | Pos                   |
| 102                   | Naomi de Roeck (BEL)      | AB-6                  |
| 103                   | Ellen Feytens (BEL)       | HD-1                  |
| 104                   | Fiona Turnbull (GBR)      | AB-6                  |
| 105                   | Femke Verstichelen (BEL)  | AB-2                  |
| 106                   | Aleksandra Borowska (POL) | AB-1                  |

| Aromitalia Vaiano VAI | Aromitalia Vaiano VAI     | Aromitalia Vaiano VAI |
| --------------------- | ------------------------- | --------------------- |
| Num                   | Coureuse                  | Pos                   |
| 111                   | Nicole D'agostin (ITA)    | AB-5                  |
| 112                   | Angelica Brogi (ITA)      | AB-7                  |
| 113                   | Anastasia Carbonari (ITA) | 58e                   |
| 114                   | Gemma Sernissi (ITA)      | AB-5                  |

| Bepink BPK | Bepink BPK               | Bepink BPK |
| ---------- | ------------------------ | ---------- |
| Num        | Coureuse                 | Pos        |
| 121        | Simona Frapporti (ITA)   | 60e        |
| 122        | Silvia Valsecchi (ITA)   | 56e        |
| 123        | Melissa van Neck (CZE)   | 67e        |
| 124        | Camilla Alessio (ITA)    | 8e         |
| 125        | Samantha Arnaudo (ITA)   | AB-1       |
| 126        | Valentina Landuzzi (ITA) | 37e        |

| Arkéa Pro Cycling Team ARK | Arkéa Pro Cycling Team ARK | Arkéa Pro Cycling Team ARK |
| -------------------------- | -------------------------- | -------------------------- |
| Num                        | Coureuse                   | Pos                        |
| 131                        | Léa Curinier (FRA)         | 20e                        |
| 132                        | Anaïs Morichon (FRA)       | 63e                        |
| 133                        | Typhaine Laurance (FRA)    | 76e                        |
| 134                        | Pauline Allin (FRA)        | 16e                        |
| 135                        | Sandra Levenez (FRA)       | 5e                         |
| 136                        | Amandine Fouquenet (FRA)   | 32e                        |

| Charente-Maritime CMW | Charente-Maritime CMW | Charente-Maritime CMW |
| --------------------- | --------------------- | --------------------- |
| Num                   | Coureuse              | Pos                   |
| 141                   | Noémie Abgrall (FRA)  | 44e                   |
| 143                   | Manon Minaud (FRA)    | AB-5                  |
| 144                   | Alice Coutinho (FRA)  | AB-5                  |
| 145                   | Maëva Squiban (FRA)   | 47e                   |

| Massi Tactic MAT | Massi Tactic MAT              | Massi Tactic MAT |
| ---------------- | ----------------------------- | ---------------- |
| Num              | Coureuse                      | Pos              |
| 151              | Martina Moreno Monteys (ESP)  | AB-5             |
| 152              | Mireia Trias (ESP)            | 43e              |
| 153              | Gabrielle Pilote Fortin (CAN) | AB-7             |
| 154              | Karolina Perekitko (POL)      | 50e              |
| 155              | Lauren Creamer (IRL)          | AB-4             |
| 156              | Mireia Benito (ESP)           | 42e              |

| Eneicat-RBH EIC | Eneicat-RBH EIC            | Eneicat-RBH EIC |
| --------------- | -------------------------- | --------------- |
| Num             | Coureuse                   | Pos             |
| 161             | Ziortza Isasi (ESP)        | AB-2            |
| 162             | Lija Laizāne (LAT) (route) | 31e             |
| 163             | Paula Soler (ESP)          | 74e             |
| 164             | Alessia Bulleri (ITA)      | 70e             |

| Équipe mixte 1 ___ | Équipe mixte 1 ___               | Équipe mixte 1 ___ |
| ------------------ | -------------------------------- | ------------------ |
| Num                | Coureuse                         | Pos                |
| 171                | Ceylin del Carmen Alvarado (NED) | 12e                |
| 172                | Manon Bakker (NED)               | 68e                |
| 173                | Sanne Cant (BEL)                 | 55e                |
| 174                | Yara Kastelijn (NED)             | 4e                 |
| 175                | Inge van der Heijden (NED)       | 33e                |
| 176                | Aniek van Alphen (NED)           | 21e                |

| Allemagne GER | Allemagne GER           | Allemagne GER |
| ------------- | ----------------------- | ------------- |
| Num           | Coureuse                | Pos           |
| 181           | Laura Süßemilch         | NP-2          |
| 182           | Dorothea Anna Heitzmann | 87e           |
| 183           | Mieke Kröger            | 61e           |
| 184           | Gudrun Stock            | 46e           |
| 185           | Finja Smekal            | 82e           |
| 186           | Kathrin Hammes          | 9e            |

| Ukraine UKR | Ukraine UKR         | Ukraine UKR |
| ----------- | ------------------- | ----------- |
| Num         | Coureuse            | Pos         |
| 201         | Tetyana Riabchenko  | AB          |
| 202         | Hanna Solovey       | AB          |
| 203         | Viktoriia Melnychuk | AB          |
| 204         | Yevheniya Vysotska  | AB          |
| 205         | Olga Shekel         | AB          |
| 206         | Olha Kulynych       | AB          |

| Autriche AUT | Autriche AUT       | Autriche AUT |
| ------------ | ------------------ | ------------ |
| Num          | Coureuse           | Pos          |
| 211          | Gabriela Erharter  | AB-5         |
| 212          | Anna Kiesenhofer   | 3e           |
| 213          | Agnes Kittel       | AB-2         |
| 214          | Sarah Rijkes       | 23e          |
| 216          | Angelika Tazreiter | AB-6         |

| Andy Schleck Cycles-Immo Losch ___ | Andy Schleck Cycles-Immo Losch ___ | Andy Schleck Cycles-Immo Losch ___ |
| ---------------------------------- | ---------------------------------- | ---------------------------------- |
| Num                                | Coureuse                           | Pos                                |
| 222                                | Fabienne Buri (SUI)                | AB-5                               |
| 223                                | Hana Hermanovska (CZE)             | AB-2                               |
| 224                                | Mae Lang (EST)                     | 38e                                |
| 225                                | Léna Mettraux (SUI)                | 81e                                |

| Crédit mutuel ___ | Crédit mutuel ___       | Crédit mutuel ___ |
| ----------------- | ----------------------- | ----------------- |
| Num               | Coureuse                | Pos               |
| 231               | Laura Asencio (FRA)     | NP-5              |
| 232               | Greta Richioud (FRA)    | NP-2              |
| 233               | Emeline Eustache (FRA)  | 41e               |
| 234               | Léna Gérault (FRA)      | 11e               |
| 235               | Dilyxine Miermont (FRA) | HD-2              |
| 236               | Elsa Hugot (FRA)        | AB-5              |

| Mat Atom Deweloper MAW | Mat Atom Deweloper MAW    | Mat Atom Deweloper MAW |
| ---------------------- | ------------------------- | ---------------------- |
| Num                    | Coureuse                  | Pos                    |
| 241                    | Katarzyna Wilkos (POL)    | 65e                    |
| 242                    | Monika Brzeźna (POL)      | 24e                    |
| 243                    | Dominika Włodarczyk (POL) | 30e                    |
| 244                    | Karolina Stepien (POL)    | 86e                    |
| 246                    | Kaja Rysz (POL)           | AB-5                   |

| Restore ___ | Restore ___            | Restore ___ |
| ----------- | ---------------------- | ----------- |
| Num         | Coureuse               | Pos         |
| 251         | Maaike Coljé (NED)     | 17e         |
| 252         | Elisa Serné (NED)      | 85e         |
| 253         | Pien Limpens (NED)     | 69e         |
| 254         | Anna van Wersch (NED)  | AB-2        |
| 255         | Wietske Bogaerts (NED) | HD-1        |

| Sans équipe ___ | Sans équipe ___     | Sans équipe ___ |
| --------------- | ------------------- | --------------- |
| Num             | Coureuse            | Pos             |
| 256             | Lieke Nooijen (NED) | 28e             |

| Trek-Segafredo TFS | Trek-Segafredo TFS                | Trek-Segafredo TFS |
| ------------------ | --------------------------------- | ------------------ |
| Num                | Coureuse                          | Pos                |
| 1                  | Audrey Cordon-Ragot (FRA) (route) | AB-5               |
| 2                  | Lauretta Hanson (AUS)             | 59e                |
| 5                  | Shirin van Anrooij (NED)          | NP-6               |
| 6                  | Trixi Worrack (GER)               | 40e                |

| Alé BTC Ljubljana ALE | Alé BTC Ljubljana ALE      | Alé BTC Ljubljana ALE |
| --------------------- | -------------------------- | --------------------- |
| Num                   | Coureuse                   | Pos                   |
| 11                    | Mavi García (ESP) (route)  | 2e                    |
| 12                    | Urša Pintar (SLO) (route)  | NP-5                  |
| 13                    | Maaike Boogaard (NED)      | 57e                   |
| 14                    | Urška Žigart (SLO)         | 10e                   |
| 15                    | Urška Bravec (SLO)         | 71e                   |
| 16                    | Eri Yonamine (JPN) (route) | 51e                   |

| FDJ-Nouvelle Aquitaine-Futuroscope FDJ | FDJ-Nouvelle Aquitaine-Futuroscope FDJ | FDJ-Nouvelle Aquitaine-Futuroscope FDJ |
| -------------------------------------- | -------------------------------------- | -------------------------------------- |
| Num                                    | Coureuse                               | Pos                                    |
| 21                                     | Clara Copponi (FRA)                    | 77e                                    |
| 22                                     | Shara Marche (AUS)                     | 15e                                    |
| 23                                     | Marie Le Net (FRA)                     | 48e                                    |
| 24                                     | Victorie Guilman (FRA)                 | 6e                                     |
| 25                                     | Maëlle Grossetête (FRA)                | 72e                                    |
| 26                                     | Jade Wiel (FRA)                        | 36e                                    |

| Canyon-SRAM Racing CSR | Canyon-SRAM Racing CSR     | Canyon-SRAM Racing CSR |
| ---------------------- | -------------------------- | ---------------------- |
| Num                    | Coureuse                   | Pos                    |
| 31                     | Tanja Erath (GER)          | NP-2                   |
| 32                     | Alice Barnes (GBR) (route) | 66e                    |
| 33                     | Tiffany Cromwell (AUS)     | 26e                    |
| 34                     | Jess Pratt (AUS)           | 62e                    |
| 35                     | Hannah Ludwig (GER)        | 27e                    |
| 36                     | Christa Riffel (GER)       | 52e                    |

| Cogeas-Mettler-Look Pro Cycling Team CGS | Cogeas-Mettler-Look Pro Cycling Team CGS | Cogeas-Mettler-Look Pro Cycling Team CGS |
| ---------------------------------------- | ---------------------------------------- | ---------------------------------------- |
| Num                                      | Coureuse                                 | Pos                                      |
| 41                                       | Noemi Rüegg (SUI)                        | 35e                                      |
| 42                                       | Annabel Fisher (GBR)                     | NP-5                                     |
| 43                                       | Lara Krähemann (SUI)                     | NP-2                                     |
| 46                                       | Marie-Soleil Blais (CAN)                 | 79e                                      |

| Tibco-Silicon Valley Bank TIB | Tibco-Silicon Valley Bank TIB | Tibco-Silicon Valley Bank TIB |
| ----------------------------- | ----------------------------- | ----------------------------- |
| Num                           | Coureuse                      | Pos                           |
| 51                            | Diana Peñuela (COL)           | NP-2                          |
| 52                            | Lauren Stephens (USA)         | 1re                           |
| 53                            | Leah Dixon (GBR)              | 84e                           |
| 54                            | Kristen Faulkner (USA)        | 14e                           |
| 55                            | Shannon Malseed (AUS)         | 80e                           |
| 56                            | Nina Kessler (NED)            | 75e                           |

| Movistar Team MOV | Movistar Team MOV       | Movistar Team MOV |
| ----------------- | ----------------------- | ----------------- |
| Num               | Coureuse                | Pos               |
| 61                | Barbara Guarischi (ITA) | NP-6              |
| 62                | Alicia González (ESP)   | 18e               |
| 63                | Eider Merino (ESP)      | AB-2              |
| 64                | Lourdes Oyarbide (ESP)  | 73e               |
| 65                | Paula Patiño (COL)      | NP-5              |
| 66                | Alba Teruel (ESP)       | 49e               |

| Doltcini-Van Eyck-Proximus DVE | Doltcini-Van Eyck-Proximus DVE | Doltcini-Van Eyck-Proximus DVE |
| ------------------------------ | ------------------------------ | ------------------------------ |
| Num                            | Coureuse                       | Pos                            |
| 71                             | Mieke Docx (BEL)               | 78e                            |
| 72                             | Jade Lenaers (BEL)             | HD-2                           |
| 73                             | Nicole Steigenga (NED)         | 25e                            |
| 74                             | Nicole Hanselmann (SUI)        | AB-4                           |
| 75                             | Marieke de Groot (NED)         | AB-4                           |
| 76                             | Christina Schweinberger (AUT)  | 83e                            |

| Rally Cycling RLW | Rally Cycling RLW             | Rally Cycling RLW |
| ----------------- | ----------------------------- | ----------------- |
| Num               | Coureuse                      | Pos               |
| 81                | Chloe Hosking (AUS)           | 53e               |
| 82                | Emma White (USA)              | 64e               |
| 83                | Kristabel Doebel-Hickok (USA) | 13e               |
| 84                | Sara Poidevin (CAN)           | 7e                |
| 85                | Heidi Franz (USA)             | 19e               |
| 86                | Leigh Ann Ganzar (USA)        | 54e               |

| Centre mondial du cyclisme WCC | Centre mondial du cyclisme WCC | Centre mondial du cyclisme WCC |
| ------------------------------ | ------------------------------ | ------------------------------ |
| Num                            | Coureuse                       | Pos                            |
| 91                             | Eyeru Tesfoam Gebru (ETH)      | 22e                            |
| 92                             | Anastasiya Kolesava (BLR)      | 29e                            |
| 93                             | Catalina Soto (CHI)            | 45e                            |
| 94                             | Veronika Jandová (CZE)         | 88e                            |
| 95                             | Magdeleine Vallieres (CAN)     | 39e                            |
| 96                             | Tereza Medvedová (SVK) (route) | 34e                            |

| Lviv Cycling Team LCW | Lviv Cycling Team LCW     | Lviv Cycling Team LCW |
| --------------------- | ------------------------- | --------------------- |
| Num                   | Coureuse                  | Pos                   |
| 102                   | Naomi de Roeck (BEL)      | AB-6                  |
| 103                   | Ellen Feytens (BEL)       | HD-1                  |
| 104                   | Fiona Turnbull (GBR)      | AB-6                  |
| 105                   | Femke Verstichelen (BEL)  | AB-2                  |
| 106                   | Aleksandra Borowska (POL) | AB-1                  |

| Aromitalia Vaiano VAI | Aromitalia Vaiano VAI     | Aromitalia Vaiano VAI |
| --------------------- | ------------------------- | --------------------- |
| Num                   | Coureuse                  | Pos                   |
| 111                   | Nicole D'agostin (ITA)    | AB-5                  |
| 112                   | Angelica Brogi (ITA)      | AB-7                  |
| 113                   | Anastasia Carbonari (ITA) | 58e                   |
| 114                   | Gemma Sernissi (ITA)      | AB-5                  |

| Bepink BPK | Bepink BPK               | Bepink BPK |
| ---------- | ------------------------ | ---------- |
| Num        | Coureuse                 | Pos        |
| 121        | Simona Frapporti (ITA)   | 60e        |
| 122        | Silvia Valsecchi (ITA)   | 56e        |
| 123        | Melissa van Neck (CZE)   | 67e        |
| 124        | Camilla Alessio (ITA)    | 8e         |
| 125        | Samantha Arnaudo (ITA)   | AB-1       |
| 126        | Valentina Landuzzi (ITA) | 37e        |

| Arkéa Pro Cycling Team ARK | Arkéa Pro Cycling Team ARK | Arkéa Pro Cycling Team ARK |
| -------------------------- | -------------------------- | -------------------------- |
| Num                        | Coureuse                   | Pos                        |
| 131                        | Léa Curinier (FRA)         | 20e                        |
| 132                        | Anaïs Morichon (FRA)       | 63e                        |
| 133                        | Typhaine Laurance (FRA)    | 76e                        |
| 134                        | Pauline Allin (FRA)        | 16e                        |
| 135                        | Sandra Levenez (FRA)       | 5e                         |
| 136                        | Amandine Fouquenet (FRA)   | 32e                        |

| Charente-Maritime CMW | Charente-Maritime CMW | Charente-Maritime CMW |
| --------------------- | --------------------- | --------------------- |
| Num                   | Coureuse              | Pos                   |
| 141                   | Noémie Abgrall (FRA)  | 44e                   |
| 143                   | Manon Minaud (FRA)    | AB-5                  |
| 144                   | Alice Coutinho (FRA)  | AB-5                  |
| 145                   | Maëva Squiban (FRA)   | 47e                   |

| Massi Tactic MAT | Massi Tactic MAT              | Massi Tactic MAT |
| ---------------- | ----------------------------- | ---------------- |
| Num              | Coureuse                      | Pos              |
| 151              | Martina Moreno Monteys (ESP)  | AB-5             |
| 152              | Mireia Trias (ESP)            | 43e              |
| 153              | Gabrielle Pilote Fortin (CAN) | AB-7             |
| 154              | Karolina Perekitko (POL)      | 50e              |
| 155              | Lauren Creamer (IRL)          | AB-4             |
| 156              | Mireia Benito (ESP)           | 42e              |

| Eneicat-RBH EIC | Eneicat-RBH EIC            | Eneicat-RBH EIC |
| --------------- | -------------------------- | --------------- |
| Num             | Coureuse                   | Pos             |
| 161             | Ziortza Isasi (ESP)        | AB-2            |
| 162             | Lija Laizāne (LAT) (route) | 31e             |
| 163             | Paula Soler (ESP)          | 74e             |
| 164             | Alessia Bulleri (ITA)      | 70e             |

| Équipe mixte 1 ___ | Équipe mixte 1 ___               | Équipe mixte 1 ___ |
| ------------------ | -------------------------------- | ------------------ |
| Num                | Coureuse                         | Pos                |
| 171                | Ceylin del Carmen Alvarado (NED) | 12e                |
| 172                | Manon Bakker (NED)               | 68e                |
| 173                | Sanne Cant (BEL)                 | 55e                |
| 174                | Yara Kastelijn (NED)             | 4e                 |
| 175                | Inge van der Heijden (NED)       | 33e                |
| 176                | Aniek van Alphen (NED)           | 21e                |

| Allemagne GER | Allemagne GER           | Allemagne GER |
| ------------- | ----------------------- | ------------- |
| Num           | Coureuse                | Pos           |
| 181           | Laura Süßemilch         | NP-2          |
| 182           | Dorothea Anna Heitzmann | 87e           |
| 183           | Mieke Kröger            | 61e           |
| 184           | Gudrun Stock            | 46e           |
| 185           | Finja Smekal            | 82e           |
| 186           | Kathrin Hammes          | 9e            |

| Ukraine UKR | Ukraine UKR         | Ukraine UKR |
| ----------- | ------------------- | ----------- |
| Num         | Coureuse            | Pos         |
| 201         | Tetyana Riabchenko  | AB          |
| 202         | Hanna Solovey       | AB          |
| 203         | Viktoriia Melnychuk | AB          |
| 204         | Yevheniya Vysotska  | AB          |
| 205         | Olga Shekel         | AB          |
| 206         | Olha Kulynych       | AB          |

| Autriche AUT | Autriche AUT       | Autriche AUT |
| ------------ | ------------------ | ------------ |
| Num          | Coureuse           | Pos          |
| 211          | Gabriela Erharter  | AB-5         |
| 212          | Anna Kiesenhofer   | 3e           |
| 213          | Agnes Kittel       | AB-2         |
| 214          | Sarah Rijkes       | 23e          |
| 216          | Angelika Tazreiter | AB-6         |

| Andy Schleck Cycles-Immo Losch ___ | Andy Schleck Cycles-Immo Losch ___ | Andy Schleck Cycles-Immo Losch ___ |
| ---------------------------------- | ---------------------------------- | ---------------------------------- |
| Num                                | Coureuse                           | Pos                                |
| 222                                | Fabienne Buri (SUI)                | AB-5                               |
| 223                                | Hana Hermanovska (CZE)             | AB-2                               |
| 224                                | Mae Lang (EST)                     | 38e                                |
| 225                                | Léna Mettraux (SUI)                | 81e                                |

| Crédit mutuel ___ | Crédit mutuel ___       | Crédit mutuel ___ |
| ----------------- | ----------------------- | ----------------- |
| Num               | Coureuse                | Pos               |
| 231               | Laura Asencio (FRA)     | NP-5              |
| 232               | Greta Richioud (FRA)    | NP-2              |
| 233               | Emeline Eustache (FRA)  | 41e               |
| 234               | Léna Gérault (FRA)      | 11e               |
| 235               | Dilyxine Miermont (FRA) | HD-2              |
| 236               | Elsa Hugot (FRA)        | AB-5              |

| Mat Atom Deweloper MAW | Mat Atom Deweloper MAW    | Mat Atom Deweloper MAW |
| ---------------------- | ------------------------- | ---------------------- |
| Num                    | Coureuse                  | Pos                    |
| 241                    | Katarzyna Wilkos (POL)    | 65e                    |
| 242                    | Monika Brzeźna (POL)      | 24e                    |
| 243                    | Dominika Włodarczyk (POL) | 30e                    |
| 244                    | Karolina Stepien (POL)    | 86e                    |
| 246                    | Kaja Rysz (POL)           | AB-5                   |

| Restore ___ | Restore ___            | Restore ___ |
| ----------- | ---------------------- | ----------- |
| Num         | Coureuse               | Pos         |
| 251         | Maaike Coljé (NED)     | 17e         |
| 252         | Elisa Serné (NED)      | 85e         |
| 253         | Pien Limpens (NED)     | 69e         |
| 254         | Anna van Wersch (NED)  | AB-2        |
| 255         | Wietske Bogaerts (NED) | HD-1        |

| Sans équipe ___ | Sans équipe ___     | Sans équipe ___ |
| --------------- | ------------------- | --------------- |
| Num             | Coureuse            | Pos             |
| 256             | Lieke Nooijen (NED) | 28e             |

## Présentation

### Comité d'organisation
Le Vélo Club Vallée du Rhône Ardéchoise organise la course. Le directeur de l'organisation est Alain Coureon et son adjoint est Louis Jeannin.

### Règlement de la course

#### Délais
Lors d'une course cycliste, les coureurs sont tenus d'arriver dans un laps de temps imparti à la suite du premier pour pouvoir être classés. Les délais prévus sont de 20 % pour chacun des étapes.

#### Classements et bonifications
Le classement général individuel au temps est calculé par le cumul des temps enregistrés dans chacune des étapes parcourues. Le coureur qui est premier de ce classement est porteur du maillot rose. En cas d'égalité au temps, les centièmes de secondes des contre-la-montres sont comptabilisés. Ensuite, la somme des places obtenues sur chaque étape départage les concurrentes.

##### Classement par points
Le maillot vert, récompense le classement par points. Celui-ci se calcule selon le classement lors des arrivées d'étape.
Lors d'une arrivée d'étape, les dix première se voient accorder des points selon le décompte suivant : 15, 10, 8, 7, 6, 5, 4, 3, 2 et 1 point. En cas d'égalité, les coureurs sont prioritairement départagés par le nombre de victoires d'étapes. Si l'égalité persiste, le nombre de victoires à des sprints intermédiaires puis éventuellement la place obtenue au classement général entrent en compte. Pour être classé, un coureur doit avoir terminé la course dans les délais.

##### Classement de la meilleure grimpeuse
Le classement de la meilleure grimpeuse, ou classement des monts, est un classement spécifique basé sur les arrivées au sommet des ascensions répertoriées dans l'ensemble de la course. Elles sont classés en cinq catégories. Les ascensions de hors catégorie rapportent respectivement 15, 12, 10, 8, 6, 4, 3 points aux sept premières. Pour les ascensions de première catégorie, le barème est 10, 8, 6, 4, 3 et 2 points pour les six premières. Pour les ascensions de deuxième catégorie, le barème est 6, 4, 3, 2 et 1 points pour les cinq premières. Pour les ascensions de troisième catégorie, le barème est 3, 2 et 1 points pour les trois premières. Enfin les ascensions de quatrième catégorie rapporte un point à la première. Le premier du classement des monts est détenteur du maillot à pois. En cas d'égalité, les coureurs sont prioritairement départagés par le nombre de premières places aux sommets des ascension hors catégorie, puis première catégorie, puis de deuxième catégorie, etc. Si l'égalité persiste, le critère suivant est la place obtenue au classement général. Pour être classé, une coureuse doit avoir terminé la course dans les délais.

##### Classement des rushs
Le maillot rouge, récompense le classement des rushs. Celui-ci se calcule selon le classement lors de sprints intermédiaires. Les quatre premières coureurs des sprints intermédiaires reçoivent respectivement 5, 3, 2 et un point. En cas d'égalité, celle ayant le plus de première place s'impose. En case nouvelle égalité, le classement général départage les concurrentes.

##### Classement de la meilleure jeune
Le classement de la meilleure jeune ne concerne qu'une certaine catégorie de coureuses, celles étant âgées de moins de 23 ans. C'est-à-dire aux coureuses nées après le 1er janvier 1999. Ce classement, basé sur le classement général, attribue au premier un maillot blanc.

##### Classement du combiné
Le classement du combiné attribue un maillot bleu. La position des coureuses dans les classements suivants est prise en compte : classement général, classement des rushs et classement de la montagne. Les places des concurrentes dans ces différents classements sont additionnées. Celle ayant le moins de points mène le classement.

##### Classement par équipes
Le classement par équipes du jour s’établit par l’addition des trois meilleurs temps individuels de chaque équipe. En cas d’égalité, les équipes sont départagées par le nombre de première place au classement par équipes journalier, ensuite par le nombre de deuxième place au classement par équipes du jour, etc.

##### Classement de la combativité
À l'issue de chaque étape, un jury constitué de quatre personnes attribue à la coureuse ayant le plus mérité, le trophée de la combativité.

##### Répartition des maillots
Chaque coureuse en tête d'un classement est porteuse du maillot ou du dossard distinctif correspondant. Cependant, dans le cas où une coureuse dominerait plusieurs classements, celle-ci ne porte qu'un seul maillot distinctif, selon une priorité de classements. Le classement général au temps est le classement prioritaire, suivi du classement par points, du classement général du meilleur grimpeur, de celui des rushs, de celui du combiné et du classement de la meilleure jeune. Si ce cas de figure se produit, le maillot correspondant au classement annexe de priorité inférieure n'est pas porté par celui qui domine ce classement mais par son deuxième.

#### Primes
Les étapes permettent de remporter les primes suivantes :
| Position | 1er   | 2e    | 3e    | 4e    | 5e    | 6e    | 7e   | 8e   | 9e   | 10e  |
| Prix     | 335 € | 205 € | 140 € | 130 € | 120 € | 105 € | 95 € | 80 € | 80 € | 80 € |

Les coureuses classées de la 11e à la 20e place gagnent 35 €.
Le classement général final attribue les sommes suivantes :
| Position | 1er   | 2e    | 3e    | 4e    | 5e    | 6e    | 7e    | 8e    | 9e    | 10e   | 11e  | 12e  | 13e  | 14e  | 15e  | 16e  | 17e  | 18e  | 19e  | 20e  | 21e  | 22e  | 23e  | 24e  | 25e  |
| Prix     | 640 € | 480 € | 384 € | 320 € | 256 € | 208 € | 168 € | 128 € | 116 € | 104 € | 80 € | 64 € | 48 € | 38 € | 32 € | 24 € | 16 € | 16 € | 13 € | 13 € | 11 € | 11 € | 11 € | 10 € | 10 € |

#### Prix
Le classement de la montagne final attribue les sommes suivantes :
| Position | 1er   | 2e    | 3e   | 4e   | 5e   | 6e   | 7e   | 8e   | 9e   | 10e  |
| Prix     | 140 € | 114 € | 98 € | 84 € | 67 € | 50 € | 46 € | 40 € | 35 € | 27 € |

Le classement de la meilleure jeune attribue les sommes suivantes :
| Position | 1er   | 2e    | 3e   | 4e   | 5e   | 6e   |
| Prix     | 130 € | 100 € | 90 € | 80 € | 70 € | 30 € |

Le classement des rushes attribue les sommes suivantes :
| Position | 1er   | 2e    | 3e    | 4e   | 5e   | 6e   | 7e   | 8e   | 9e   | 10e  | 11e  | 12e  | 13e  | 14e  | 15e  | 16e  | 17e  | 18e  | 19e | 20e |
| Prix     | 171 € | 127 € | 102 € | 85 € | 69 € | 59 € | 47 € | 38 € | 26 € | 17 € | 15 € | 12 € | 12 € | 12 € | 11 € | 11 € | 11 € | 11 € | 9 € | 9 € |

Le classement du combiné attribue les sommes suivantes :
| Position | 1er   | 2e    | 3e   | 4e   | 5e   | 6e   |
| Prix     | 120 € | 100 € | 90 € | 80 € | 70 € | 40 € |

Le classement par points attribue les sommes suivantes :
| Position | 1er  | 2e   | 3e   | 4e   | 5e   |
| Prix     | 90 € | 50 € | 30 € | 20 € | 10 € |

Le classement par équipes attribue les sommes suivantes :
| Position | 1er   | 2e    | 3e    |
| Prix     | 250 € | 150 € | 100 € |

Le prix de la combativité permet de remporter 50 €. Le super combatif empoche 150 €.